# Jotangan (Mojosari)
Jotangan is een bestuurslaag in het regentschap Mojokerto van de provincie Oost-Java, Indonesië. Jotangan telt 3376 inwoners (volkstelling 2010).